# Бадильес, Глисерио
Глисерио Бадильес (исп. Glicerio Badilles) — филиппинский шахматист, национальный мастер.
Входил в число сильнейших шахматистов Филиппин 1950 — начала 1970-х гг. Был известен под прозвищем «Себуанский Шахматный Лев».
В составе сборной Филиппин участник трех шахматных олимпиад (1956, 1964 и 1972 гг.). В 1956 г. играл на 1-й доске (по свидетельству очевидца, лидером команды должен был стать действующий чемпион страны Ф. Кампоманес, но тот сослался на усталость и попросил Бадильеса поменяться досками).
Также Бадильес участвовал в шахматной олимпиаде 1968 г. Он приехал на олимпиаду в качестве тренера сборной Филиппин, а потом сыграл за команду Гонконга, которая приехала с тремя шахматистами в составе. При этом Бадильес показал лучший результат среди запасных участников, набрав 11½ из 14 (остальные участники команды Гонконга в сумме набрала только 17½).
В 1963 г. представлял Филиппины в зональном турнире.
В 1967 г. участвовал в показательных выступлениях Р. Фишера (сеанс одновременной игры с часами для сильнейших филиппинских шахматистов в Мералько).
Участник сильного по составу международного турнира в Маниле (1968 г.).
В курортном поселке Моальбоаль на острове Себу проводится мемориал Бадильеса.

## Спортивные результаты
| Год  | Город     | Соревнование                                 | + | − | = | Результат | Место      |
| ---- | --------- | -------------------------------------------- | - | - | - | --------- | ---------- |
| 1956 | Москва    | XII Олимпиада (сборная Филиппин, 1-я доска)  | 5 | 7 | 5 | 7½ из 17  |            |
| 1963 | Джакарта  | Зональный турнир                             | 3 | 4 | 2 | 4 из 9    | 6          |
| 1964 | Тель-Авив | XVI Олимпиада (сборная Филиппин, ?-я доска)  | 6 | 6 | 1 | 6½ из 13  |            |
| 1968 | Манила    | Международный турнир                         | 5 | 7 | 3 | 6½ из 15  | 10         |
|      | Лугано    | XVIII Олимпиада (сборная Гонконга, запасной) | 9 | 0 | 5 | 11½ из 14 | 1 на доске |
| 1972 | Скопье    | XX Олимпиада (сборная Филиппин, запасной)    | 5 | 2 | 2 | 6 из 9    |            |